# Synagoga Wolfa Warszawskiego w Łodzi
Synagoga Wolfa Warszawskiego w Łodzi – prywatny dom modlitwy znajdujący się w Łodzi przy ulicy Ogrodowej 12.
Synagoga została zbudowana w 1898 roku z inicjatywy Wolfa Warszawskiego. Mogła ona pomieścić 30 osób. Podczas II wojny światowej hitlerowcy zdewastowali synagogę.